# Favi
 (avril 2025).
Si vous disposez d'ouvrages ou d'articles de référence ou si vous connaissez des sites web de qualité traitant du thème abordé ici, merci de compléter l'article en donnant les références utiles à sa vérifiabilité et en les liant à la section « Notes et références ».
Favi Le Laiton Injecté est une PME française située à Hallencourt dans la Somme avec un effectif de 300 personnes (2021) spécialisée dans les fourchettes de boîtes de vitesses pour l'automobile et les rotors en cuivre. Elle est célèbre pour appliquer une philosophie du management particulière, de type entreprise libérée, initiée dans les années 1980 par son directeur général, Jean-François Zobrist,,.

## Historique
Quelques dates marquantes :
- 1956 : création de la société — FAVI pour Fonderie et Ateliers du Vimeu — par Marcel Decayeux, patron des établissements Dhuille, qui y a installé une technologie allemande d’injection sous pression de laiton, élaborée en 1935-36 et peu utilisée depuis ;
- 1957 : leader sur la fabrication de pièces sanitaires (siphons de lavabo, siphons de sol …) ;
- 1971 : l'entreprise est rachetée par AFICA, leader dans l'affinage d’alliages cuivreux en Europe[5] ;
- 1974 : une nouvelle usine est construite, et l'entreprise devient l'un des principaux fabricants d'enveloppes de compteurs d'eau[5] ;
- 1979 : création du CuZn27, et normalisation des principaux alliages[5] ;
- 1982 : fabrication des premières fourchettes de boîtes de vitesses pour le secteur automobile (pour Chrysler-France) ;
- 1983 : Jean-François Zobrist, directeur général ;
- 1997 : certification ISO 14001 (1e fonderie en Europe)[5] ;
- 2000 : certification OHSAS 18001 (1e entreprise française)[5] ;
- 2001 : fabrication de rotors en cuivre à destination des moteurs électriques[5] ;
- 2002 : certification QSE (1e entreprise française)[5] ;
- 2004 : un nouveau site de production HQE est créé, pour les pièces non-automobiles de petite série[5] ;
- 2006 : livraison de la 200 000 000e fourchette pour boîte de vitesses[5] ;
- 2008 : certification ILOOSH 2001 (1e fonderie européenne)[5] ;
- 2009 : Jean-François Zobrist part à la retraite. Dominique Verlant lui succède ;
- 2011 : livraison du 1 000 000e rotor en cuivre[5] ;
- 2012 : introduction sur le marché d'un nouvel alliage antimicrobien (AB+)[5] ;
- 2014 : début de production de fourchettes en aluminium[5].

## Structure de l'organisation
La départementalisation est hybride :
- Les fourchettes : un marché
- La fonderie : une technologie
- Les rotors : un produit

## Philosophie du management
Basée sur la théorie X et théorie Y de Douglas McGregor et la théorie sociodynamique de Jean-Christian Fauvet.
A conduit à l'adoption d'un style de management 9,9 de la grille managériale (Blake et Mouton).
Son mode unique d’organisation est considéré comme une entreprise libérée de première génération.